# Hautot-Saint-Sulpice
Hautot-Saint-Sulpice ist eine französische Gemeinde mit 691 Einwohnern (Stand 1. Januar 2022) im Département Seine-Maritime in der Region Normandie. Sie gehört zum Arrondissement Rouen und ist Mitglied im Gemeindeverband Communauté de communes Yvetot Normandie. Die Bewohner werden Hautotais und Hautotaises genannt.

## Geografie
Die Gemeinde liegt in der Landschaft Pays de Caux, gut vierzig Kilometer nordwestlich von Rouen, bis zur Küste sind es knapp dreißig Kilometer. Die Gemeinde liegt auf durchschnittlich 140 m.
Umgeben wird Hautot-Saint-Sulpice von den fünf Nachbargemeinden:
| Héricourt-en-Caux |                                             | Anvéville    |
|                   | Kompassrose, die auf Nachbargemeinden zeigt | Étoutteville |
| Rocquefort        | Les Hauts-de-Caux                           |              |

## Geschichte
Hautot kommt von „Hawk“, dem Namen eines Wikingers. „Hawk Tot“, dann „Hottot“, was die „Farm des Wikingers“ bedeutet. Der heilige Sulpicius ist der Schutzpatron der Gemeinde.
Zu Beginn des Mittelalters war Hautot-Saint-Sulpice bereits ein großes und mächtiges Lehen, dessen Gerichtsbarkeit sich auf 96 Pfarreien erstreckte. Die damit verbundenen Adelsfamilien sind die von Beauvoir und Houdetot. Im 13. Jahrhundert gehörte Pierre de Hotot zu denen, die die Kapitulation von Rouen unterzeichneten, als der französische König Philipp II. diese Stadt von Johann Ohneland zurückeroberte. Das Lehen ging dann an Madeleine von Rouen und dann an die Normanvilles über, die es bis zur Französischen Revolution behielten.
Im 19. Jahrhundert hatte das Land von Webern etwa 1400 Einwohner und etwa hundert Webstühle. Doch landwirtschaftliche Maschinen und der Niedergang der Textilindustrie führten zu einer massiven Landflucht. Der letzte Webstuhl wurde 1939 eingestellt.

## Bevölkerungsentwicklung
| Jahr      | 1962 | 1968 | 1975 | 1982 | 1990 | 1999 | 2009 | 2020 |
| Einwohner | 475  | 430  | 358  | 381  | 496  | 562  | 593  | 688  |

Nach einem langen Abwärtstrend (1846 hatte die Gemeinde noch 1383 Einwohner), der 1975 seinen Tiefpunkt erreichte, wächst die Einwohnerzahl inzwischen wieder.

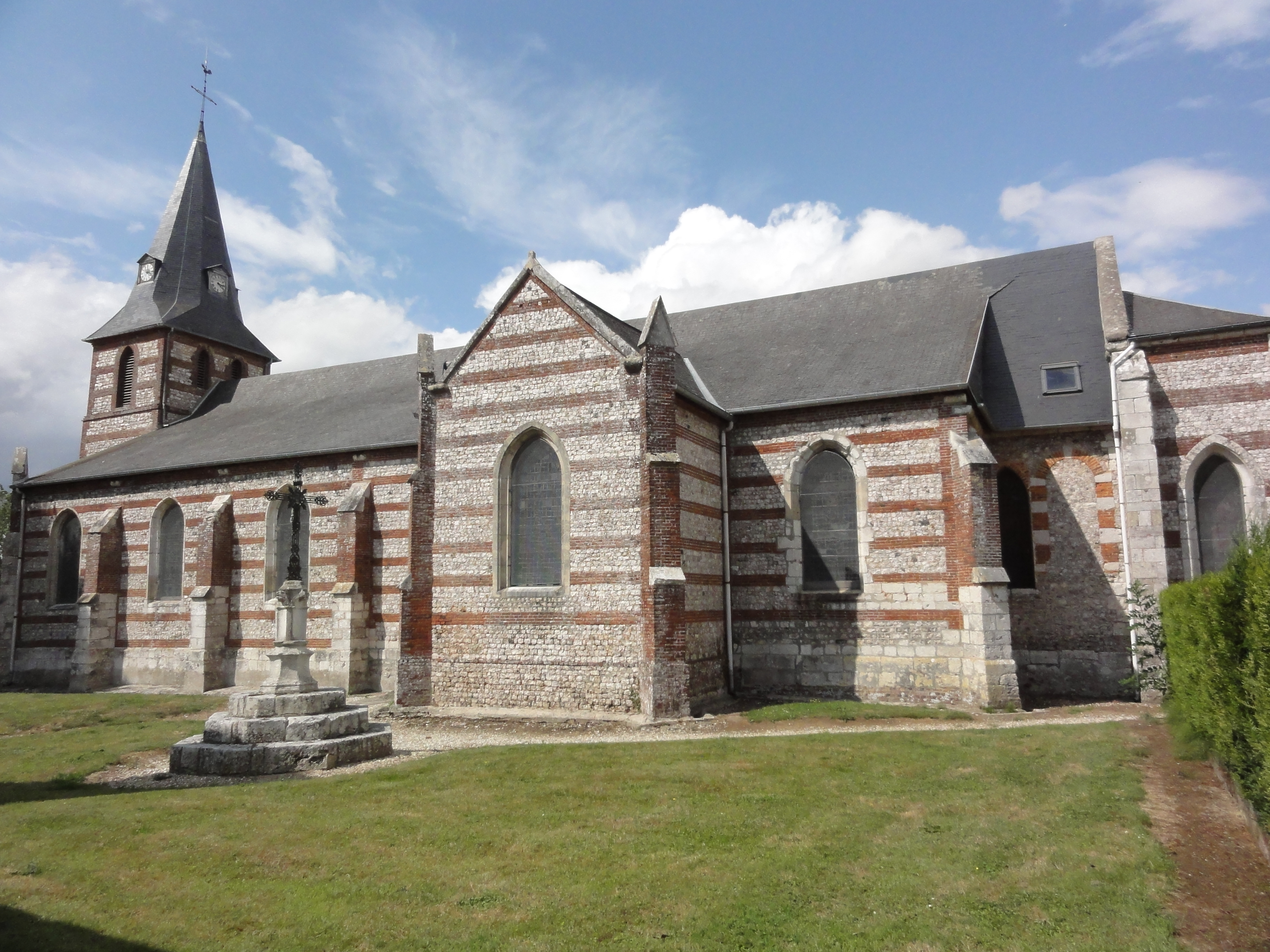
Pfarrkirche Saint-Sulpice

## Sehenswürdigkeiten
- Die zweischiffige Pfarrkirche Saint-Sulpice wurde in den Jahren 1849–1850 vollständig neu gebaut.